# Мігель Ов'єдо
Мігель Ов'єдо (ісп. Miguel Oviedo, нар. 12 жовтня 1950, Кордова) — аргентинський футболіст, що грав на позиції півзахисника.
Всю кар'єру провів в Аргентині, кращі роки провів у клубі «Тальєрес» з рідного міста Кордова, а також в «Індепендьєнте» з Авельянеди. Виступав за національну збірну Аргентини. У складі збірної — чемпіон світу.

## Клубна кар'єра
У дорослому футболі дебютував 1973 року виступами за команду «Інституто», в якій того року взяв участь у 14 матчах чемпіонату.
1974 року перейшов у «Тальєрес», до одного з головних суперників «Інституто». Після переходу в «Тальєрес» ця команда стала однією з найкращих і стабільних в Аргентині, не раз доходила до півфіналів національних чемпіонатів. У 1977 році «Тальєрес» лише в серії пенальті поступився чемпіонським титулом «Індепендьєнте».
1983 року уклав контракт з клубом «Індепендьєнте» (Авельянеда), у складі якого провів наступні три роки своєї кар'єри гравця і завоював, нарешті, титул чемпіона країни, а також переможця Кубка Лібертадорес.
Згодом з 1986 по 1992 рік грав у складі клубів «Тальєрес» та «Депортіво Арменіо».
Завершив професійну ігрову кар'єру у клубі третього аргентинського дивізіону «Лос Андес», за команду якого виступав протягом 1992—1993 років.

## Виступи за збірну
1975 року дебютував в офіційних матчах у складі національної збірної Аргентини. 
У складі збірної був учасником чемпіонату світу 1978 року в Аргентині, здобувши того року титул чемпіона світу.
Протягом кар'єри у національній команді провів у формі головної команди країни 9 матчів.

## Титули і досягнення
- Чемпіон Аргентини (1):

«Індепендьєнте»: Метрополітано 1983
- Володар Кубка Лібертадорес (1):

«Індепендьєнте»: 1984
- Чемпіон світу (1):

Аргентина: 1978